# Nicetiodes apianella
Nicetiodes apianella är en fjärilsart som beskrevs av William Schaus 1923. Nicetiodes apianella ingår i släktet Nicetiodes och familjen mott. Inga underarter finns listade i Catalogue of Life.